# Crestline (Ohio)
Crestline é uma vila localizada no estado norte-americano de Ohio, no Condado de Crawford e Condado de Richland.

## Demografia
Segundo o censo norte-americano de 2000, a sua população era de 5088 habitantes.
Em 2006, foi estimada uma população de 5086, um decréscimo de 2 (0.0%).

## Geografia
De acordo com o United States Census Bureau tem uma área de
7,5 km², dos quais 7,5 km² cobertos por terra e 0,0 km² cobertos por água. Crestline localiza-se a aproximadamente 356 m acima do nível do mar.

## Localidades na vizinhança
O diagrama seguinte representa as localidades num raio de 16 km ao redor de Crestline.